# What If (fumetto)
What If, generalmente reso come What If ...?, è una serie a fumetti pubblicata negli Stati Uniti d'America dalla Marvel Comics le cui storie esplorano come l'Universo Marvel si sarebbe potuto evolvere se alcuni momenti chiave della sua storia non fossero avvenuti come nella continuity ufficiale. Sono state pubblicate dagli anni settanta undici serie e molti numeri singoli. Dal 2005 al 2011 vennero edite varie serie di numeri unici nel formato one-shot incentrati su diversi personaggi e, dal 2013 al 2015, sono state edite tre miniserie.
Le storie della prima serie, What If (vol. 1), vennero edite dal 1977 al 1984 ed erano caratterizzate da un personaggio, l'alieno Uatu, detto l'Osservatore, che fungeva da narratore degli avvenimenti che, dalla sua base lunare, poteva osservare sulla Terra. Molte delle storie iniziavano con Uatu che raccontava la versione originale di qualche evento accaduto nella continuity ufficiale dell'universo Marvel per poi presentare una variante nella sequenza degli eventi e le sue implicazioni e conseguenze.
La stessa tecnica narrativa venne usata nella seconda serie, What If (vol. 2), edite dal 1989 al 1998 ma solo fino al n. 76 quando il personaggio venne eliminato.
Nelle serie successive degli anni duemila, l'espediente narrativo del narratore venne utilizzato nuovamente ma con personaggi diversi.

## Altri media
Nel 2021 è stata messa a disposizione sul canale streaming Disney+ What If...?, la prima serie animata dei Marvel Studios, facente parte della continuity del Marvel Cinematic Universe (MCU) e liberamente ispirata alla serie a fumetti. Come su carta, a narrare e introdurre le vicende è Uatu l'Osservatore.